# Palazzo Japoce
Palazzo Iapoce è situato a Campobasso, in salita San Bartolomeo. Il massiccio portone d'ingresso affaccia su una piazzetta rettangolare impropriamente chiamata "piazzetta Japoce".
Costruito nel XVIII secolo dalla famiglia Japoce, probabilmente su preesistenti costruzioni trecentesche e quattrocentesche, è stato tra gli anni Ottanta e Novanta del XX secolo oggetto di notevoli opere di ristrutturazione e consolidamento. È sede degli uffici periferici del Ministero per i beni e le attività culturali e per il turismo (Segretariato Regionale, Soprintendenza Regionale ai Beni Culturali del Molise, Polo Museale del Molise).

## Descrizione
Il palazzo ha struttura quadrangolare con chiostro interno. La facciata ha un arco a tutto sesto, un tempo porta di accesso al piazzale interno. L'unico elemento decorativo settecentesco è il portale vero e proprio, arricchito da cornice in bugnato, con fiori in rilievo.